# József Tóth (1929)
József Tóth (Mersevát, 16 maggio 1929 – 9 ottobre 2017) è stato un calciatore ungherese, di ruolo attaccante.
Era l'ultimo membro rimasto in vita della nazionale ungherese finalista ai Mondiali del 1954 in Svizzera.